# Bâtiment de la Caisse d'épargne à Valjevo
Le bâtiment de la Caisse d'épargne à Valjevo (en serbe cyrillique : Зграда Штедионице у Ваљеву ; en serbe latin : Zgrada Štedionice u Valjevu) se trouve à Valjevo, dans le district de Kolubara en Serbie. Il est inscrit sur la liste des monuments culturels protégés de la république de Serbie (identifiant no SK 881).

## Présentation

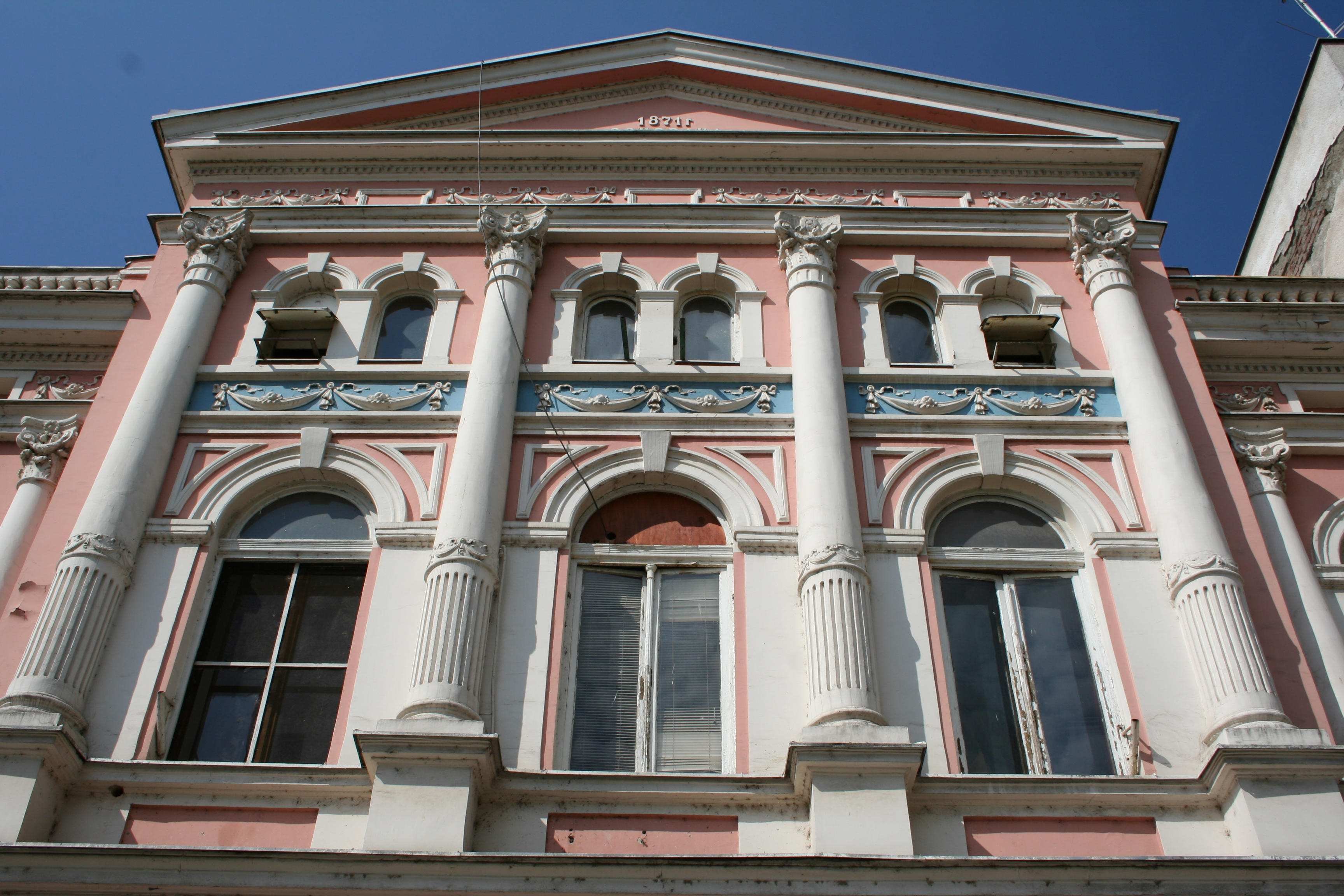
Détail de la façade.

Le bâtiment, aujourd'hui situé sur le Trg Desanke Maksimović (« place Desanka Maksimović »), a été construit de 1903 à 1906 selon un projet des ingénieurs Čedomir Gagić et Leonid Zisić[réf. nécessaire].
Il est constitué d'un rez-de-chaussée et d'un étage et présente un aspect monumental, notamment avec son tympan classique triangulaire, ses colonnes surmontées de chapiteaux corinthiens qui séparent des fenêtres cintrées. La décoration plastique de la façade est diversifiée, notamment celle des cordons qui séparent les étages ou celle des architraves, et aussi avec ses chapiteaux et ses balustrades[réf. nécessaire].